# Eat a peach (Allman Brothers)
Eat a peach is een dubbelelpee van The Allman Brothers Band uit 1972. Het album werd enkele maanden na de dood van Duane Allman (oktober 1971) uitgebracht en vormt daardoor een tribuut aan hem. Er staat zowel nieuw werk op dat na zijn dood is opgenomen als werk ervoor. Eerder werk betreft live-optredens tijdens de The Fillmore Concerts (maart 1971) en ook studio-opnames waar hij nog bij betrokken was. Een showcase van zijn werk vormt het 33-minuten durende nummer Mountain jam dat over twee kanten is verdeeld, kant B en D.
Het album bereikte nummer 4 in de Billboard 200. Drie nummers werden in 1972 uitgebracht op een single en bereikten de Billboard Hot 100, te weten Ain't wastin' time no more (op nummer 77), Melissa (86) en One way out (86).
Het album werd sinds 1986 nog een groot aantal malen opnieuw op cd uitgebracht.

## Nummers
| Nr. | naam                       | schrijver/componist                                                                                        | duur  |
| --- | -------------------------- | --- | ----- |
| A1  | Ain't wastin' time no more | Gregg Allman                                                                                               | 3:40  |
| A2  | Les brers in a minor       | Dickey Betts                                                                                               | 9:05  |
| A3  | Melissa                    | Gregg Allman                                                                                               | 3:05  |
| B   | Mountain jam               | Gregg Allman, Dickey Betts, Butch Trucks, Donovan Leitch, Duane Allman, Jai Johanny Johanson, Berry Oakley | 19:37 |
| C1  | One way out                | Sonny Boy Williamson II                                                                                    | 4:58  |
| C2  | Trouble no more            | McKinley Morganfield                                                                                       | 3:28  |
| C3  | Stand back                 | Gregg Allman                                                                                               | 3:25  |
| C4  | Blue sky                   | Dickey Betts                                                                                               | 5:10  |
| C5  | Little Martha              | Duane Allman                                                                                               | 2:08  |
| D   | Mountain jam, cont'd       | Gregg Allman, Dickey Betts, Butch Trucks, Donovan Leitch, Duane Allman, Jai Johanny Johanson, Berry Oakley | 15:06 |